# Orlen Unipetrol
Orlen Unipetrol ist eine Aktiengesellschaft, die sich mit der Erdölverarbeitung und der Herstellung, der Verteilung und dem Verkauf von Kraftstoffen und petrochemischen Erzeugnissen – insbesondere von Kunststoffen und Düngemitteln – in der Tschechischen Republik und Mitteleuropa befasst.
Die Gesellschaft ist der einzige Erdölverarbeiter in der Tschechischen Republik und gehört nach den Umsätzen zu den zehn größten tschechischen Unternehmen. Sie entstand 1994 und gehört seit 2004 zur Gruppe Orlen, die 100 % der Aktien der Gesellschaft besitzt. In Unipetrol wurden schrittweise die Firmen Kaučuk, Chemopetrol, Benzina, PARAMO a.s., Koramo (2003 mit der Firma Paramo fusioniert), Česká rafinérská, Unipetrol Trade, Spolana und Unipetrol Rafinérie eingegliedert.
Zur Gruppe Unipetrol gehören Raffinerien und Produktionswerke in Litvínov und Kralupy nad Vltavou, die Firma Paramo mit der Marke Mogul in Pardubice und Kolín, die Neratovicer Firma Spolana sowie zwei Forschungszentren in Litvínov und Brünn. Zu Unipetrol gehört auch das Tankstellennetz Benzina, das mit 406 Tankstellen die größte Kette Tschechiens ist.

## Geschichte der Gruppe Unipetrol
Die Anfänge der derzeitigen Gruppe Unipetrol datieren ins Jahr 1939, als mit der Errichtung der Sudetenländischen Treibstoffwerke (SUTAG, später kurz auch STW) in Maltheuern (heute Záluží) begonnen wurde. Der Verwaltungssitz befand sich in Brüx. Die SUTAG war ein Tochterunternehmen der Sudetenländischen Bergbau AG (SUBAG), die zu den Reichswerken Hermann Göring gehörte. Produziert werden sollten bei der SUTAG synthetische Kraftstoffe aus Braunkohle im Bergius-Pier-Verfahren. Hierbei handelte es sich um das letzte Hydrierwerk, dessen Bau noch vor dem Zweiten Weltkrieg begann.
Das Werk hatte eine Jahreskapazität von 600.000 Tonnen Braunkohlebenzin und wurde vollständig mit staatlichen Mitteln in Höhe von 250 Millionen Reichsmark RM finanziert (entspricht heute 1.302.318.892 Euro). Das war mehr Geld als das, was der deutschen Flugzeugindustrie in den Jahren 1939/40 an Gesamtinvestitionen zur Verfügung stand. Die für die Umwandlung erforderliche Braunkohle lieferte die SUBAG. Die Produktion begann im Januar 1942.
Nach dem Ende des Zweiten Weltkriegs und der Wiedererrichtung der Tschechoslowakei nahm das Werk bereits am 3. Juni 1945 die Produktion wieder auf, zunächst unter dem Namen Stalinovy závody (Stalin-Werke), später Hydrák. Pressemitteilungen zufolge war die Tschechoslowakei durch dieses Werk nach dem Krieg in der Lage, ihren Hauptbedarf an Mineralöl selbst zu decken. Die Kohlehydrierung im Bergius-Pier-Verfahren endete erst 1972. Im gleichen Jahr erfolgte der Baubeginn einer Erdölraffinerie und der Anschluss an die Druschba-Trasse.
Am 19. Juli 1974 explodierte durch ein Leck in einer Rohrleitung für hochexplosives Gas eine alte Anlage zur Dehydrierung von Ethanol. Durch die Wucht der Detonation, deren Stärke zwischen 20 und 30 t TNT lag, wurde ein großer Teil des Werks vollständig zerstört. In einem Umkreis von bis zu acht Kilometern wurden 313 Gebäude, darunter 220 Einfamilienhäuser beschädigt. Es entstand ein Feuerball, der eine Fläche von 36.000 m² erfasste. Erst nach vier Tagen gelang es den etwa 200 Feuerwehrkräften, den Brand unter Kontrolle zu bringen. Es handelte sich um den größten Chemieunfall in der Geschichte der Tschechoslowakei, 17 Personen starben und 112 wurden verletzt.
In den Jahren 1975 bis 1976 wurden neue Produktionsstätten für Polypropylen und Polyethylen sowie ab 1979 für Ethylen in Betrieb genommen. Zwei Jahre später war die Errichtung der neuen Raffinerie Litvínov (NRL) vollständig abgeschlossen. Das Jahr 1993 stand im Zeichen der Restrukturierung der Raffinerie- und petrochemischen Industrie wie auch der damaligen Firma Chemopetrol, die später in Unipetrol eingegliedert wurde. Die Gründung von Unipetrol erfolgte 1994 durch den sogenannten Nationalen Vermögensfonds. Es handelte sich dabei um einen der Privatisierungsschritte der tschechischen petrochemischen Industrie. 1996 wurden die Raffinerien aus der Firma Chemopetrol in Litvínov und Kaučuk in Kralupy in die Firma Česká rafinérská ausgegliedert.

## Privatisierung
2001 entschied die Regierung Miloš Zeman über den Start der Privatisierung des staatlichen Mehrheitsanteils. Auch wenn die ressortübergreifende Privatisierungskommission die britische Firma Rotch Energy, die 444 Millionen Euro (damals etwa 14,5 Milliarden CZK) geboten hatte, als Sieger empfahl, entschied die Regierung im Dezember 2001 über den Verkauf an das tschechische Unternehmen Agrofert für 361 Millionen Euro (damals etwa 11,7 Milliarden CZK). Agrofert zahlte jedoch nicht und beantragte die Beendigung des Privatisierungsvertrags. So entschied die Špidla-Regierung im November 2002 über die Ausrufung einer neuen Ausschreibung.
Im Januar 2004 reichten in der Privatisierungsausschreibung sieben Unternehmen oder Konsortien ein vorläufiges Angebot ein. Von den sechs gültigen Angeboten wurden die Angebote der slowakischen Penta Finance, der russischen Tatneft und des kasachischen Staatsunternehmens KazMunayGas (das den höchsten oberen Preis in einer Spanne von 9 – 16 Mrd. CZK geboten hatte) ausgeschlossen. In die enge Wahl nahm die Regierung lediglich die vorläufigen Angebote der polnischen Firma PKN Orlen (unterstützt von Agrofert), der ungarischen Firma MOL und Shell. Ein endgültiges Angebot reichte dann lediglich PKN Orlen ein – 11,3 Mrd. CZK für einen 63%igen Anteil an Unipetrol und 1,7 Mrd. CZK für die Forderungen der Tschechischen Konsolidierungsagentur ČKA gegenüber der Firma Unipetrol. Dieses Angebot nahm die Regierung im April 2004 an und der Verkauf wurde 2005 abgeschlossen.
Gegenwart
Im April 2015 wurde die Transaktion bezüglich des Kaufs des 32,445 %igen Anteils an der Česká rafinérská von der Gesellschaft Eni International B. V. abgeschlossen, womit Unipetrol zum alleinigen Aktionär der Česká rafinérská wurde.
Im Dezember 2015 schloss die Gesellschaft Unipetrol RPA, die auf dem Einzelhandelsmarkt durch die Marke Benzina repräsentiert wird, eine Vereinbarung mit der Gesellschaft OMV über die Übernahme von 68 Tankstellen in der Tschechischen Republik ab.
Im Rahmen der Restrukturierung der Gruppe Unipetrol wurden die Gesellschaften Unipetrol RPA und Benzina Ende 2015 unter der Bezeichnung Unipetrol RPA zusammengeschlossen, womit Benzina zu einem Zweigbetrieb wurde.
Im Juni 2016 unterzeichnete die Gesellschaft Unipetrol RPA mit der Gesellschaft Anwil einen Aktienkaufvertrag, dank dessen sie den 100%igen Anteil an der Gesellschaft Spolana erwarb.

## Wissenschaft und Forschung
Unipetrol legt großen Wert auf Forschung und Entwicklung im Bereich Raffinerie und Petrochemie. Sie arbeitet mit einer Reihe einheimischer wie auch ausländischer Fachstellen auf akademischem Boden wie auch in der kommerziellen Sphäre zusammen. Bestandteil der Gruppe Unipetrol sind zwei Forschungs- und Bildungszentren, die auf Raffinerieprodukte (Litvínov) und petrochemische Produkte (Brünn) ausgerichtet sind.
UniCRE
2014 wurde auf dem Gelände des Chemiewerks in Litvínov das Forschungs- und Bildungszentrum mit der Bezeichnung Unipetrol výzkumně vzdělávací centrum, a.s. (UniCRE) gegründet. Dieses verknüpft die Forschung mit der Lehre und der industriellen Praxis und knüpft so an die fast 70-jährige Tradition der Erforschung chemischer Technologien in Litvínov und in Ústí nad Labem an. Neben den Forschern dienen die modernen Bereiche samt ihrer Ausstattung auch den Studenten des Universitätszentrums der VŠCHT Prag.
PIB
Der Zweigbetrieb Polymer Institut Brno (PIB) hat den Status einer Forschungs-, Entwicklungs- und Produktionsorganisation, die auf Vertragsbasis arbeitet. Neben der Forschungs- und Entwicklungstätigkeit befasst sie sich mit der Herstellung von Konzentraten von Zusätzen für Kunststoffe (von Farbkonzentraten, Konzentraten von Stabilisatoren, Spezialverbundstoffen, Materialien mit geringerer Brennbarkeit, Antistatika, Keimbildnern, Gleit- und Füllmitteln usw.), dem Verkauf von Polymeren sowie mit Informations- und Beratungsdienstleistungen.

## Tochtergesellschaften
Zu den Tochtergesellschaften von Unipetrol gehören:
- Unipetrol RPA, s.r.o. (100 %)
- Unipetrol RPA, s.r.o. – RAFINÉRIE, Zweigbetrieb
- Unipetrol RPA, s.r.o. – Benzina, Zweigbetrieb
- Unipetrol RPA, s.r.o. – POLYMER INSTITUTE BRNO, Zweigbetrieb
- HC Verva Litvínov, a.s.
- Spolana a.s.
- Unipetrol RPA Hungary Kft.
- Petrotrans, s.r.o.
- Unipetrol Doprava, s.r.o.
- Unipetrol Slovensko s.r.o.
- Universal Banka, a.s.
- Unipetrol Deutschland GmbH